# Poletik
Poletik var en veckotidskrift som gavs ut 2016 av Samhällsgemenskaps förlag AB som ägs av Kristdemokraterna. Tidningen ersatte 2015 tidskriften Kristdemokraten och kom ut med sitt sista nummer i december 2016. Chefredaktör var Marcus Jonsson. Namnet Poletik var en sammanslagning av orden ”Politik” och ”Etik”. Poletik var en opinionsbildande tidning utifrån en kristdemokratisk värdegrund.